# Coupe du monde de cricket de 1979
Navigation
Coupe du monde 1975 Coupe du monde 1983
La Coupe du monde de cricket de 1979 fut la deuxième édition de la coupe du monde de cricket. Elle s'est jouée du 9 au 23 juin 1979 en Angleterre. Les 8 équipes engagées disputèrent un total de 15 matchs. Comme l'édition précédente, le tournoi a été remporté par les Indes occidentales, qui ont battu l'Angleterre en finale.

## Équipes qualifiées
| Nations test - Angleterre - Australie - Inde - Indes occidentales - Nouvelle-Zélande - Pakistan | Autres équipes - Canada - Sri Lanka |

## Déroulement

### Premier tour
Pour le premier tour, les huit équipes participantes furent séparées en deux groupes de quatre équipes. Les deux premières équipes de chaque poule furent qualifiées pour les demi-finales de la compétition.
| Équipe                                                                | Pts | J | V | T | D | NR | RR   |
| --------------------------------------------------------------------- | --- | - | - | - | - | -- | ---- |
| Angleterre                                                            | 12  | 3 | 3 | 0 | 0 | 0  | 3.07 |
| Pakistan                                                              | 8   | 3 | 2 | 0 | 1 | 0  | 3.60 |
| Australie                                                             | 4   | 3 | 1 | 0 | 2 | 0  | 3.16 |
| Canada                                                                | 0   | 3 | 0 | 0 | 3 | 0  | 1.60 |
| Légende : Points - Victoires - Ties - Défaites - No Result - Run Rate |     |   |   |   |   |    |      |

| Équipe                                                                | Pts | J | V | T | D | NR | RR   |
| --------------------------------------------------------------------- | --- | - | - | - | - | -- | ---- |
| Indes occidentales                                                    | 10  | 3 | 2 | 0 | 0 | 1  | 3.93 |
| Nouvelle-Zélande                                                      | 8   | 3 | 2 | 0 | 1 | 0  | 3.55 |
| Sri Lanka                                                             | 6   | 3 | 1 | 0 | 1 | 1  | 3.56 |
| Inde                                                                  | 0   | 3 | 0 | 0 | 3 | 0  | 3.13 |
| Légende : Points - Victoires - Ties - Défaites - No Result - Run Rate |     |   |   |   |   |    |      |

### Tableau final
|  | Demi-finales                       | Demi-finales                       |                    |       | Finale                    | Finale                    |
|  | Demi-finales                       | Demi-finales                       |                    |       | Finale                    | Finale                    |
|  |                                    |                                    |                    |       |                           |                           |
|  | 20 juin - Old Trafford, Manchester | 20 juin - Old Trafford, Manchester |                    |       | 23 juin - Lord's, Londres | 23 juin - Lord's, Londres |
|  | 20 juin - Old Trafford, Manchester | 20 juin - Old Trafford, Manchester |                    |       | 23 juin - Lord's, Londres | 23 juin - Lord's, Londres |
|  | Angleterre                         | 221/8                              |                    |       | 23 juin - Lord's, Londres | 23 juin - Lord's, Londres |
|  | Angleterre                         | 221/8                              |                    |       | 23 juin - Lord's, Londres | 23 juin - Lord's, Londres |
|  | Nouvelle-Zélande                   | 212/9                              |                    |       | 23 juin - Lord's, Londres | 23 juin - Lord's, Londres |
|  | Nouvelle-Zélande                   | 212/9                              | Indes occidentales | 286/9 |                           |                           |
|  | 20 juin - The Oval, Londres        |                                    | Indes occidentales | 286/9 |                           |                           |
|  |                                    | Angleterre                         | 194                |       |                           |                           |
|  | Indes occidentales                 | Angleterre                         | 194                | 293/6 |                           |                           |
|  | Indes occidentales                 |                                    |                    | 293/6 |                           |                           |
|  | Pakistan                           | 250                                |                    |       |                           |                           |
|  | Pakistan                           | 250                                |                    |       |                           |                           |